# Артиљеријска бригада Шеснаесте дивизије НОВЈ
Артиљеријска бригада Шеснаесте дивизије НОВЈ формирана је 18. новембра 1944. у саставу Шеснаесте војвођанске дивизије НОВЈ.
Бригада је имала три дивизиона:
- Први (противтенковски ) дивизион имао је 3 батерије са укупно 12 топова 45 мм,
- Други (пољски) дивизион имао је 3 батерије топова 76 мм — укупно 12 оруђа,
- Трећи (минобацачки) дивизион имао је 3 батерије са укупно 12 минобацача 120 мм.

Својом ватром бригада је подржавала борбена дејства Шеснаесте дивизије. Учествовала је у тешким борбама на Вировитичком мостобрану и у завршним операцијама.
Одликована је Орденом заслуга за народ са златном звездом.